# Édouard Lalo
Édouard Victoire Antoine Lalo (Rijsel, 27 januari 1823 - Parijs, 22 april 1892) was een Frans violist en componist. Hij behoort tot de vernieuwingsgezinde componisten in het Frankrijk van de tweede helft van de negentiende eeuw. Hij componeerde vooral instrumentale muziek, maar ook opera's. In zijn eigen tijd bleef Lalo voor het grote publiek langdurig onbekend, maar na 1870 was zijn roem gevestigd. Zijn bekendste werken zijn de Symphonie espagnole (1874) voor viool en orkest, het Celloconcert (1877) en de opera Le roi d’Ys (1888).

## Levensloop

### Jeugd en opleiding
Lalo, een telg uit een officiersgezin dat in de 16e eeuw van Spanje naar Frankrijk geëmigreerd was, had al vroeg interesse voor muziek. Vanaf 1833 studeerde hij muziektheorie en viool bij een docent Müller en cello bij Peter Baumann aan het Conservatoire de Lille in Rijsel. In 1839 verhuisde hij naar Parijs en studeerde viool bij Pierre de Sales Baillot en later bij François-Antoine Habeneck aan het Conservatoire de Paris. Verder studeerde hij privé compositie bij de pianist en muziekleraar Julius Schulhoff, maar later beschouwde hij zichzelf compositorische als autodidact. Door Schulhoff kwam hij in contact met Joseph-Eugène Crèvecoeur (1819-1891), bij wie hij eveneens enige tijd compositie studeerde. Zijn levensonderhoud verdiende Lalo als orkestviolist (in 1849-1850) en muziekleraar.

### Violist en componist
Zijn eerste bekende composities zijn liederen met pianobegeleiding uit 1848, waarvan hij twee partituren heeft voorgelegd aan Hector Berlioz. Hij raakte bevriend met de violist Jules Armingaud en diens vertrouweling, de componist en vioolvirtuoos Pablo de Sarasate. In 1855 richtte hij met zijn nieuwe vriend een strijkkwartet op, het "Quatuor Armingaud", waarin hij aanvankelijk altviool en later tweede viool speelde. Hij woonde toen met zijn eerste vrouw in Puteaux in een financieel slechte situatie. Omdat toen in Frankrijk instrumentale muziek niet populair was – met uitzondering van enige werken van Haydn, Mozart en Beethoven – had hij met zijn kamermuziek geen groot succes. Hij ontving meermalen de steun van Charles Gounod, die zijn muziek waardeerde. In 1859 richtte hij een eigen strijkkwartet op. In 1865 huwde hij zijn tweede vrouw, de altzangeres Julie Bernier de Maligny. Ze vertrokken naar Parijs, wat betere sociale kringen voor hem opende.

### De doorbraak als componist
Zowel in zijn eigen muziekkamer als in andere privésalons in de Franse hoofdstad gaf hij concerten op vrijdagavond. Pas vanaf het begin van de jaren 1870 boekte hij zijn eerste successen. Na de verloren Frans-Duitse Oorlog van 1870-1871 werd de Société Nationale de Musique opgericht, die zich inzette voor de vernieuwing van de Franse muziek. Dit gezelschap steunde de uitvoering van eigentijdse Franse instrumentale muziek om te concurreren met de als dominant opgevatte Duitse traditie. Ook werken van Lalo werden daarbij geprogrammeerd. De vooraanstaande dirigenten Charles Lamoureux en Étienne Jules Pasdeloup zetten zich in voor zijn composities en de vioolvirtuoos Pablo de Sarasate speelde in 1874 en 1875 zijn vioolconcerten opus 20 en 21. Het waren grote successen en het tweede vioolconcert, getiteld Symphonie Espagnole op. 21, is altijd zijn bekendste instrumentale werk gebleven.
Door deze successen aangemoedigd nam hij ook als operacomponist een nieuwe aanloop. De in 1878 begonnen opera Le Roi d'Ys, gebaseerd op de Bretonse legende over de verzonken stad Ker-Ys, sloot hij af in 1887. Na enkele concertante deeluitvoeringen werd het werk door de theaterdirecties afgekeurd., maar in 1888 betekende de première in de Opéra-Comique in Parijs voor Lalo de uiteindelijke doorbraak. Van zijn andere opera's La jacquerie onvoltooid gebleven. De aktes 2 tot 4 werden later door Arthur-Joseph Coquard voltooid. Fiesque werd pas in 2007 voor het eerst scenisch opgevoerd te Mannheim.

## Composities

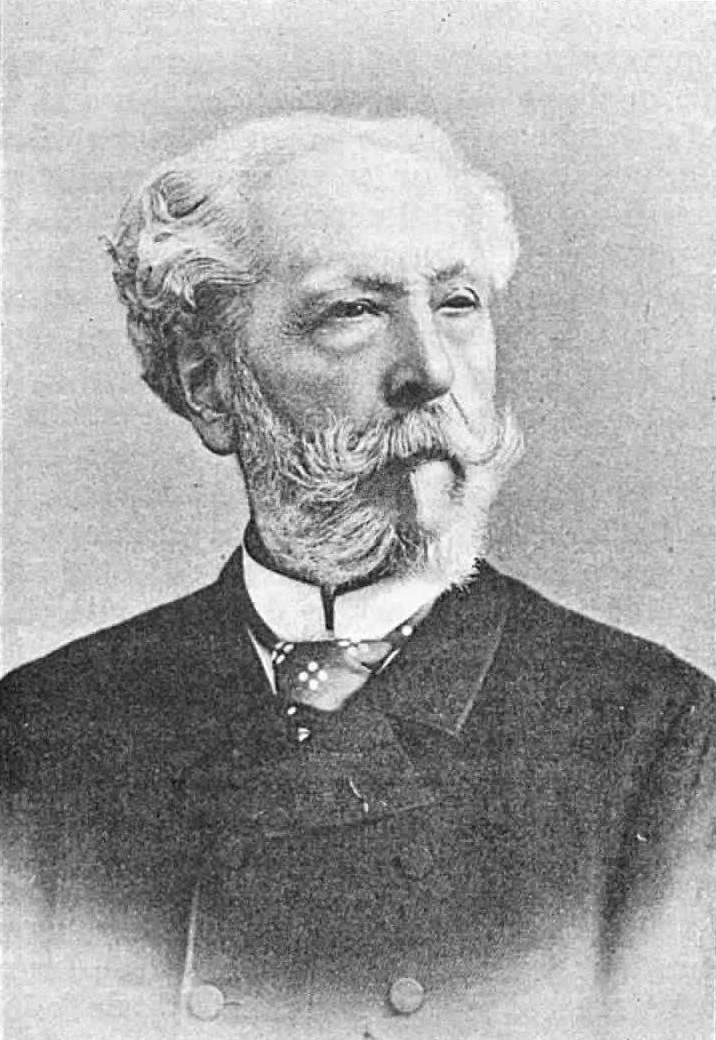
De oudere Lalo

### Werken voor orkest
- 1872 Aubade, voor 10 instrumenten
- 1872 Divertissement, voor orkest
- 1873 Concert nr. 1 in F majeur, voor viool en orkest, op. 20
- 1873-1874 Symphonie espagnole (Concert nr. 2) in d mineur, voor viool en orkest, op. 21 – opgedragen aan: Pablo de Sarasate
- 1875 Allegro appassionato, voor cello en orkest, op. 27
- 1877 Concert in d mineur, voor cello en orkest
- 1878 Fantaisie norvégienne (Concert nr. 3), voor viool en orkest
- 1879 Rapsodie norvégienne
- 1879 Romance-sérénade, voor viool en orkest
- 1879 Concerto russe (Concert nr. 4) in f mineur, voor viool en orkest, op. 29
- 1885 Fantaisie ballet, voor viool en orkest
- 1886 Andantino, voor viool en orkest
- 1886 Symfonie in g mineur, voor orkest
- 1888 Sérénade, voor strijkorkest
- 1888-1889 Concert in f mineur, voor piano en orkest
- Guitarre, voor viool en orkest, op. 28

### Muziektheater

#### Opera's
| Voltooid in | titel                                                          | aktes | première                          | libretto                                                                             |
| ----------- | -------------------------------------------------------------- | ----- | --------------------------------- | ------------------------------------------------------------------------------------ |
| 1866-1868   | Fiesque                                                        | 3     | 2007, Mannheim                    | Charles Beauquier naar Friedrich von Schiller "Die Verschwörung des Fiesco zu Genua" |
| 1878-1887   | Le Roi d'Ys                                                    | 3     | 7 mei 1888, Parijs, Opéra-Comique | Édouard Blau                                                                         |
| ~1889       | La Jacquerie aktes 2 tot 4 voltooid door Arthur-Joseph Coquard | 4     | 9 maart 1895, Monte Carlo         | Édouard Blau, Simone Arnaud naar Prosper Mérimée                                     |

#### Balletten
| Voltooid in | titel   | aktes       | première                                    | libretto                                                             | choreografie |
| ----------- | ------- | ----------- | ------------------------------------------- | -------------------------------------------------------------------- | ------------ |
| 1881-1882   | Namouna | 2 aktes     | 6 maart 1882, Parijs, Opéra Garnier         | Charles Nuitter, Lucien Petipa naar de memoires van Giacomo Casanova |              |
| 1891        | Néron   | 3 taferelen | 28 maart 1891, Parijs, Hippodrome de l'Alma | Paul Milliet                                                         |              |

### Vocale muziek

#### Liederen
- 1855 Six mélodies sur des poèmes de Victor Hugo, voor zangstem en piano
- 1879 Cinq lieder sur Lamartine, voor zangstem en piano – tekst: Alphonse de Lamartine
- Trois mélodies, voor zangstem en piano – tekst: Alfred de Musset

### Kamermuziek
- 1853 Sonate, voor viool
- 1856 Sonate, voor cello
- Strijkkwartet in Es majeur, op. 19